# Anita Falieros
Anita Falieros (1 de mayo de 1976) es una deportista australiana que compitió en taekwondo. Ganó una medalla en el Campeonato Mundial de Taekwondo de 1989 y dos medallas en el Campeonato Asiático de Taekwondo, en los años 1990 y 1992.

## Palmarés internacional
| Campeonato Mundial  | Campeonato Mundial     | Campeonato Mundial | Campeonato Mundial |
| Año                 | Lugar                  | Medalla            | Categoría          |
| ------------------- | ---------------------- | ------------------ | ------------------ |
| 1989                | Seúl (Corea del Sur)   | Medalla de bronce  | –47 kg             |
| Campeonato Asiático |                        |                    |                    |
| Año                 | Lugar                  | Medalla            | Categoría          |
| 1990                | Taipéi ( Taiwán)       | Medalla de plata   | –47 kg             |
| 1992                | Kuala Lumpur (Malasia) | Medalla de bronce  | –47 kg             |